# Elizabeth the Queen
Elizabeth the Queen è un film televisivo del 1968 diretto da George Schaefer e tratto dall'opera teatrale "Elizabeth the Queen" di Maxwell Anderson.

## Trama
Il film racconta della tormentata storia d'amore tra la regina Elisabetta I d'Inghilterra e Robert Devereaux, Conte di Essex.

## Premi e riconoscimenti
- Primetime Emmy Awards
  - 1968 - Migliore film per la televisione